# Битва за Нджамену (2006)
Битва за Нджамену (фр. Bataille de Ndjamena) — сражение между войсками Объединённого фронта за демократические перемены и вооружёнными силами Чада, которое произошло 13 апреля 2006 года после начала утреннего наступления повстанческих войск на столицу страны — Нджамену с целью свержения правительства президента Идриса Деби и ликвидации баз ВС Чада в 100 милях к востоку от города.
Сражение произошло через несколько месяцев после заключения договора в Триполи, которым закончилось противостояние Чада и Судана. Деби разорвал дипломатические отношения с правительством Судана, выдворив суданских дипломатов, а также пригрозил выселить дарфурских беженцев из Чада. Также ООН было подтверждено, что правительство Судана виновно в убийствах 100 000 людей в Дарфуре в 2003—2006 годах, имевших неарабскую национальность.

## Ход битвы
Первый удар повстанческие войска нанесли по зданию Национальной Ассамблеи Чада, но он был сразу же отражён войсками правительства. В ходе битвы за город повстанцы потеряли 370 человек убитыми, правительственные войска — 30 человек, потери среди гражданского населения были незначительны. Потери ранеными с обеих сторон составили 387 человек. В плен был захвачен 271 повстанец, которые уже на следующий день конвоировали чадские солдаты по Площади Независимости.

## Реакция

### Чад
Президент Чада Идрис Деби обвинил правительство Судана в подготовке операции по захвату города, заявив при этом, что бо́льшая часть повстанцев были суданцами или в другом случае, являлись гражданами Чада, рекрутированными в суданскую армию. Впоследствии, ещё раз обвинив Судан в оказании поддержки повстанцам, он снова пригрозил выселить всех дарфурских беженцев, общей численностью 200 000 человек. Однако, 17 апреля 2006 года он отказался от этого заявления.
Тем не менее, Дебби продолжал обвинять правительство Судана в наборе наёмников с целью свержения его власти. Судан же опроверг это обвинение и в свою очередь обвинил правительство Чада в оказании поддержки арабским и африканским боевикам во время Дарфурского конфликта.
Деби заявил, что нападение повстанцев на столицу Чада послужило стимулом для возникновения политического вакуума, ставшего причиной начала гражданской войны, перед началом президентских выборов 3 мая 2006 года, на которых Деби, управлявший страной уже 16 лет, имел право баллотироваться на третий срок.
Деби отпустил пленных повстанцев, сообщив при этом, что нападение на город было «неумелым» и он «никуда не торопится». Как утверждал Деби, он «знал, что нападение состоится» и утром, «завтракая крепким кофе и тёплыми круассанами и, одновременно, разговаривая вместе с женой, слышал артиллерийский огонь».

### Другие страны
- Совет Безопасности ООН осудил нападение повстанцев на Нджамену. Генеральный секретарь Кофи Аннан сказал, что он был «сильно обеспокоен снижением уровня безопасности в Чаде»[7].

- 14 апреля 2006 года ЦАР закрыла границы с Суданом, так как повстанцы, двигаясь к Нджамене, прошли по его территории[8].